# Nemanja Tubić
Nemanja Tubić, cyr. Неманья Тубић (ur. 8 kwietnia 1984 w Belgradzie, Jugosławia) – serbski piłkarz, grający na pozycji środkowego obrońcy.

## Kariera piłkarska

### Kariera klubowa
Wychowanek klubu Partizan Belgrad. Rozpoczął karierę piłkarską w FK Čukarički Stankom, skąd w 2008 przeszedł do KRC Genk. W Genku rozegrał tylko 6 meczów i powrócił latem 2008 do FK Čukarički Stankom. Pełnił funkcję kapitana drużyny. W styczniu 2009 przeszedł do Karpat Lwów. 1 marca 2009 zadebiutował w koszulce Karpat. W lutym 2011 podpisał kontrakt z rosyjskim FK Krasnodar. 15 sierpnia 2014 przeszedł do BATE Borysów. W 2015 grał w Hajer Club, a w 2016 trafił do FK Haugesund.